# Gefecht bei Arlon (1793)
1792

Porrentruy – Marquain – Quiévrain – Verdun – Thionville – Valmy – Lille – Mainz (1792) – Jemappes
1793

Aldenhoven I – Namur – Neerwinden – Mainz (1793) – Famars – Valenciennes (1793) – Arlon (1793) – Hondschoote – Meribel – Avesnes-le-Sec – Pirmasens – Toulon – Fontenay-le-Comte – Cholet – Lucon – Trouillas – Dünkirchen – Le Quesnoy – Menin I – Wattignies – Weißenburg I – Biesingen – Kaiserslautern I – Weißenburg II
1794

Boulou – Landrecis – Menin II – Mouscron – Martinique – Guadeloupe – Tourcoing – Tournai – Kaiserslautern II – San-Lorenzo de la Muga – 13. Prairial – Fleurus – Kaiserslautern III – Vosges – Aldenhoven II
1795

Cornwallis’ Rückzug – Genua – Groix – Hyeres – Handschuhsheim – Mainz (1795) – Mannheim – Loano
1796

Montenotte – Millesimo – Dego – Mondovì – Lodi – Borghetto – Castiglione – Mantua – Siegburg – Altenkirchen – Wetzlar – Kircheib – Kehl – Kalteiche – Friedberg  – Malsch – Neresheim – Sulzbach – Deining – Amberg – Würzburg – Neufundland – Rovereto – Bassano – Limburg – Biberach I – Emmendingen – Schliengen – Caldiero – Arcole – Irland
1797

Fall von Kehl – Rivoli (1797) – St. Vincent – Diersheim – Santa Cruz – Neuwied – Camperduin
In der Schlacht von Arlon oder im Gefecht bei Arlon (9. Juni 1793) stand eine französische republikanische Truppe aus der Moselarmee unter dem Kommando von Amable Henri Delaage den österreichischen Truppen unter der Führung von Gottfried von Schröder gegenüber. Die Franzosen waren siegreich, obwohl sie mehr Verluste als die Österreicher erlitten. Die Aktion fand während des Ersten Koalitionskriegs statt, der Teil der französischen Revolutionskriege war. Arlon liegt im heutigen Belgien, 30 Kilometer westlich von Luxemburg-Stadt, damals Teil der Österreichischen Niederlande.

## Kampagne
Während der Belagerung von Mainz durch die antifranzösischen Koalitionstruppen hatte sich die französische Rheinarmee unter dem Befehl von Alexandre François Marie de Beauharnais (der Adam Philippe de Custine abgelöst hatte) an der Lauter verschanzt. Nachdem der Oberbefehlshaber seine Stellungen eingenommen hatte, reorganisierte er seine Truppen und nahm die von allen Seiten eingetroffenen Rekruten auf.
Zur gleichen Zeit zog sich die Moselarmee hinter die Blies und die Saar zurück. Diese Untätigkeit missfiel dem Nationalkonvent, und die beiden Generäle erhielten vom Wohlfahrtsausschuss den dringenden Befehl, wieder in die Offensive zu gehen und der Armee zu Hilfe zu eilen, die durch die vereinten Kräfte der Koalition in Mainz blockiert war. Das sicherste Mittel, um die Belagerung aufzuheben, war ein gleichzeitiger Angriff auf den Feind in zwei Richtungen, wobei die Moselarmee über Pirmasens oder Kaiserslautern und die Rheinarmee über das linke Ufer des Flusses angreifen sollte.
1793 zählte die Moselarmee 27 Bataillone der Linieninfanterie, vier Bataillone der leichten Infanterie, 42 Bataillone der Nationalgarde und 12 Reiterregimenter. Zur Linieninfanterie gehören das 1. und 2. Bataillon der 30., 33., 96., 99. und 103. Demi-Brigade, das 1. Bataillon der 1., 5., 27., 41. und 81. Demi-Brigade und das 2. Bataillon der 2. Die leichte Infanterie bestand aus den Bataillonen 6, 13, 16 und 17. Die Kavallerieregimenter waren die 4., 10., 11. und 14. Kavallerie, die 1., 11. und 14. Dragoner, die 1., 9., 18. und 19. Jägerregiment und 2. Husaren.

## Schlacht
Die Österreicher in Arlon standen unter dem Kommando von Feldmarschallleutnant Gottfried von Schröder, dessen rund 6.000 Mann in sieben Bataillone und acht Schwadronen untergliedert waren. Die österreichische Infanterie setzte sich aus drei Bataillonen des Infanterieregiments Franz Kinsky Nr. 47, einem Bataillon des Infanterieregiments Murray Nr. 55, dem 1. Bataillon des Infanterieregiments Alton Nr. 15 und den 3. Bataillonen der Infanterieregimenter Devins Nr. 37 und Johann Jellacic Nr. 53 zusammen. Das berittene Kontingent Schröders bestand aus sechs Schwadronen des Kinsky Chevau-léger Regiments Nr. 7 und zwei Schwadronen einer unbekannten Einheit. Die französischen Streitkräfte wurden vom Divisionsgeneral Amable Henri Delaage angeführt und umfassten 8.500 Mann Infanterie und 1.000 Mann Kavallerie aus der Moselarmee.
Jean-Nicolas Houchard, Befehlshaber der Moselarmee, rückte am 9. Juni auf der linken französischen Seite vor, um Arlon auf den Höhen anzugreifen, die von 8.000 Mann, 30 Artilleriegeschützen und einer Kette von Schützengräben verteidigt wurden, die alle Punkte überblickten, von denen aus sie angegriffen werden konnten. Die republikanischen Kolonnen rückten in guter Ordnung vor, riefen „Vive la République!“ und wurden von den österreichischen Batterien beschossen, wobei das Kaliber der französischen Artillerie zu gering war, um einen Vorteil zu bieten. Die exponierte rechte Seite der französischen Front wurde von der österreichischen Kavallerie angegriffen, aber die Kolonnen in der Mitte und die Artillerie kamen der rechten Seite zu Hilfe und schlugen den Feind zurück. Bei den Kämpfen in der Nähe von Arlon zeichnete sich der zukünftige General Claude François Duprès, damals noch Leutnant, durch die Gefangennahme einer ganzen österreichischen Kompanie aus.
Zu dieser Zeit marschierte Pierre Raphaël Paillot de Beauregard auf der rechten Flanke der Franzosen auf Arlon zu und nahm die Höhen über der Stadt ein. 400 Karabiniere griffen ein Karree von 1.500 Österreichern an. Mehrere Salven von Kartätschen, die nur 50 Schritte von der Front des Karrees entfernt abgefeuert wurden, brachten dieses in Unordnung und die Karabiniers schlugen es schließlich in die Flucht. Arlon blieb in französischer Hand und die Armee richtete dort ihren Stützpunkt ein.
Die Franzosen hatten zum Ende der Schlacht um die 900 Tote und Verwundete zu beklagen. Die österreichischen Verluste waren mit 600 Gefallenen, Verwundeten und Gefangenen geringer. Die Franzosen erbeuten außerdem fünf Artilleriegeschütze und vier Munitionswagen.
Während der Schlacht führte die Kompanie der berittenen Artillerie von Hauptmann Jean-Barthélemot Sorbier einen Artillerieangriff durch: Sorbier protzte zunächst seine Geschütze ab, also trennte sie von den Geschützwagen und brachte sie in Feuerstellung, und feuerte auf eine Entfernung von 800 Yards (732 m). Anschließend wurden die Geschütze wieder aufgeprotzt und näher an den Feind herangeführt, bevor sie erneut in Stellung gebracht und abgefeuert wurden. Diese Prozedur wurde in immer kürzerer Entfernung wiederholt, bis die Kanonen aus nächster Nähe einen erheblichen Schaden verursachten.